# Mary Kennedy
Mary Kennedy (iriska: Máire Ní Chinnéide), född 4 oktober 1954, är en irländsk författare, tv-personlighet och tidigare nyhetsuppläsare. Hon presenterade Eurovision Song Contest 1995 från Point Theatre i Dublin. Hon har också presenterat sin egen pratshow Kennedy, en föregångare till Saturday Night with Miriam. Kennedy har varit medpresentatör av pratshowen Open House tillsammans med Marty Whelan. Hon har tidigare också presenterat Up for the Match och People of the Year Awards. Hon är nu medpresentatör av Nationwide tillsammans med Anne Cassin, efter att tidigare varit detta under längre en tid tillsammans med Michael Ryan.

## Biografi
Mary Kennedy föddes i Clondalkin, Dublin, och utbildade sig vid Colaiste Bride i Clondalkin och University College Dublin, där hon tog en Bachelor of Arts. Hon undervisade i engelska i Bretagne, Frankrike, innan hon återvände till sitt alma mater för att lära ut irländska och engelska.
Kennedys TV-karriär började 1978 när hon sökte jobb som programpresentatör på RTÉ. Hon fortsatte för att arbeta med RTÉ News-teamet, och blev nyhetsuppläsare. Hon har också presenterat Eurovision Song Contest 1995, pratshowen Kennedy och varit medpresentatör av pratshowen Open House tillsammans med Marty Whelan.
Hon presenterade tidigare Up for the Match och People of the Year Awards, tills RTÉ ersatte henne i båda arbetena med den yngre Gráinne Seoige.
Kennedy började arbeta som Michael Ryans medpresentatör på RTÉ:s lokala show Nationwide 2001.
I april 2008 var hon kommentator vid RTÉ:s livesändning av statsbegravningen för den tidigare irländska presidenten Patrick Hillery.
I maj 2011 var hon kommentator under RTÉ:s livesändning av drottning Elizabeth II:s besök i Irland.
Hon har läst nyheterna på RTÉ Radio 1, varit domare vid festivalen Rose of Tralee och gav kommentarer på invigningen av den nionde irländska presidenten, Michael D. Higgins.

## Utmärkelser
Kennedy blev 2003 framröstad till "Most Stylish Woman in Ireland" i tidskriften VIP.